# نانتان، کیوتو
نانتان (به ژاپنی: 南丹市 Nantan-shi) در استان کیوتو در کشور ژاپن واقع شده است که دارای جمعیت ۳۵٬۹۳۷ نفر و مساحت ۶۱۶٫۳۱ کیلومتر مربع با تراکم جمعیت ۵۸٫۳ نفر در کیلومترمربع است و در تاریخ ۱ ژوئن ۲۰۰۶ به عنوان شهر شناخته شد.